# Anna Lisicyna
Anna Michajłowna Lisicyna (ros. Анна Михайловна Лисицына, ur. 1922 we wsi Żytnoruczej w Karelii, zm. 3 sierpnia 1942 w rzece Świr) – radziecka partyzantka, łączniczka Komitetu Centralnego Komunistycznej Partii Karelo-Fińskiej Socjalistycznej Republiki Radzieckiej, Bohater Związku Radzieckiego (1943).

## Życiorys
Była narodowości wepskiej. Ukończyła szkołę średnią we wsi Rybrieka, 1938-1940 uczyła się w technikum bibliotecznym w Leningradzie, po ukończeniu którego pracowała jako bibliotekarka, należała do Komsomołu. Podczas wojny z Niemcami była łączniczką KC Komunistycznej Partii Karelo-Fińskiej SRR. 15 czerwca 1942 przedostała się przez linię frontu w rejonie osiedla typu miejskiego Wozniesienije w obwodzie leningradzkim, przebywała przez miesiąc za linią frontu, zbierając cenne informacje wywiadowcze m.in. o jednostkach wojskowych, położeniu obiektów wojskowych i agenturze wroga. 3 sierpnia 1942 podczas przeprawę przez rzekę Świr utonęła. W Podporożju i dwóch innych miejscowościach postawiono jej pomniki. Jej imieniem nazwano ulice w Pietrozawodsku i miejscowości Nikolskij.

## Odznaczenia
- Złota Gwiazda Bohatera Związku Radzieckiego (pośmiertnie, 25 września 1943)
- Order Lenina (pośmiertnie, 25 września 1943)
- Order Czerwonej Gwiazdy